# Luis Apruzzese
Luis Apruzzese fue un luthier italiano, constructor de organillos e introductor de este instrumento en Madrid en la última década del siglo XIX.

## Biografía
Nacido en Caserta, capital de la Campania, emigró a España en 1898 junto a su hermano Gerardo, instalándose en un principio en Salamanca, donde se dedicaron a la reparación de pianos y organillos. En esa capital conocieron a Tomás Bretón que les recomendó instalarse en Madrid como constructores de organillos. Los hermanos Apruzzese abrieron su negocio en la capital de España en 1890, una fábrica de organillos en el número 4 de la Costanilla de San Andrés. En 1906 nacería en su casa de la calle de Luzón, su hijo, heredero y sucesor Antonio Apruzzese.
En 1915 se le concedió el premio al mejor grabador de organillo, fallado por los maestros Estremera y Majín Ávarez. También ha quedado noticia de que Apruzzese rechazó el cargo de Afinador de la Casa Real, reinando Alfonso XII, para dedicarse a construir, reparar y afinar organillos.
Tras la muerte de su hijo Antonio, el taller y sus instrumentos fueron comprados por la familia Ochoa del Olmo creando un modesto Museo del Organillo privado, con ocho organillos; entre ellos se uno construido por el propio Luis Apruzzese a comienzos del siglo XX.

### Hemeroteca
- Diario ABC(Madrid)-03/05/1967. pag 27, 28 y 29- "Viejo organillo sentimental".
- Diario ABC(Madrid)-31/05/1982, pag. 37- "Artesanos de ayer: Antonio Apruzzese, cuando los organillos hablan".
- Diario La libertad (Madrid)-16/08/1924- "El distrito de la Latina: Su industria y comercio".
- Diario Hoja del Lunes (La Coruña)-04/11/1957,pag.16- "Diez pianos de manubrio circulan por Madrid"

- Datos: Q5982804